# Petr Ferenc
Petr Ferenc je český hudebník (turntablista, tj. hráč na gramofony), hudební publicista a překladatel. Je zakladatelem hudebního projektu Birds Build Nests Underground a spolu s Tomášem Procházkou působil v duu Radio Royal. Dále založil internetové stránky zaměřené na improvizační hudbu (Wakushoppu). Rovněž přeložil knihu White Light/White Heat: Velvet Underground den po dni od amerického spisovatele Richieho Unterbergera. Sám je autorem knihy Hudba, která si neříká krautrock o německé rockové scéně zvané krautrock.